# SN 2001iq
SN 2001iq – supernowa typu Ia odkryta 14 grudnia 2001 roku w galaktyce A222510+4243. W momencie odkrycia miała maksymalną jasność 17,20m.